# 음모자
《음모자》(영어: The Conspirator)는 미국에서 제작된 2010년 미스터리 시대극 드라마 영화이다. 링컨 대통령 암살 사건에서 유일하게 기소된 여성이며 연방 정부에 의해 사형된 최초의 여성인 메리 서랏 이야기를 다룬다. 로빈 라이트가 메리 서랏 역을 연기하였으며, 그 외에 제임스 매커보이, 에번 레이철 우드, 조너선 그로프, 알렉시스 블레델 등이 출연하였다.
평단으로부터 엇갈린 평가를 받았다.

## 줄거리
남북 전쟁이 끝난 직후 극장에서 링컨 대통령이 존 윌크스 부스에게 암살당한다. 기병대는 추격 끝에 어느 헛간에서 부스를 사살하고 부스의 동료들도 대부분 체포된다.
전쟁에 참전했던 프레더릭 에이킨 변호사(제임스 매커보이 분)는 링컨 대통령이 암살된 후 미국 연방 정부 최초의 여자 사형수 메리 서랏(로빈 라이트 분)의 변호를 맡게 된다. 그녀는 아들이 음모에 가담했다는 것 외에는 뚜렷한 유죄 증거가 없는 상태이다.
이미 사형으로 가닥을 잡은 정부에서는 짜맞추기식 재판 속에서 메리 서랏을 사형으로 몰아간다. 에이킨은 그녀의 인권을 지키기 위해 무죄를 증명하려고 애쓴다. 에이킨은 노력 끝에 끝내 법원의 재심 결정을 받아내지만 연방 정부는 이를 무시하고 그녀를 교수형에 처한다.

## 출연
- 제임스 매커보이 - 프레더릭 에이킨 대위 역
- 로빈 라이트 - 메리 서랏 역
- 에번 레이철 우드 - 애나 서랏 역
- 케빈 클라인 - 에드윈 스탠턴 역
- 톰 윌킨슨 - 레버디 존슨 역
- 알렉시스 블레델 - 세라 웨스턴 역
- 대니 휴스턴 - 조지프 홀트 준장 역
- 스티븐 루트 - 존 M. 로이드 역
- 조너선 그로프 - 루이스 와이크먼 역
- 저스틴 롱 - 니컬러스 베이커 역
- 조니 시먼스 - 존 서랏 역
- 토비 케블 - 존 윌크스 부스 역
- 노먼 리더스 - 루이스 파월 역
- 존 컬럼 - 앤드루 와일리 역
- 마커스 헤스터 - 데이비드 헤럴드 역
- 콜름 미니 - 데이비드 헌터 소장 역
- 셰이 위검 - 코팅햄 대위 역
- 제임스 배지 데일 - 윌리엄 해밀턴 역
- 짐 트루프로스트 - 존 F. 하트랜프트 준장 역
- 존 마이클 웨덜리 - 조지 애처롯 역
- 크리스 바워 - 스미스 소령 역
- 데이비드 앤드루스 - 월터 신부 역
- 앤디 마틴 - 헨리 래스본 역
- 글렌 R. 와일더 - 윌리엄 H. 수어드 역
- 제러미 터틀 - 새뮤얼 아놀드 아널드 역
- 에이미 팁턴

## 우리말 녹음
KBS 성우진
- 강수진 - 프레더릭 에이킨(제임스 매커보이)
- 송도영 - 메리 서랏(로빈 라이트)
- 박상일 - 레버디(톰 윌킨슨)
- 김정호 - 에드윈(케빈 클라인)
- 박지윤 - 애나(에번 레이철 우드)
- 서문석 - 홀트(대니 휴스턴)
- 이근욱 - 판사(존 컬럼)
- 이종구 - 데이비드(콜름 미니)
- 김영진 - 존 윌크스 부스(토비 케블)
- 이원준 - 윌리엄(제임스 배지 데일)
- 박영재 - 루이스(노먼 리더스) / 월터 신부(데이비드 앤드루스) / 존 로이드(스티븐 루트)
- 이지환 - 니컬러스(저스틴 롱)
- 박희은 - 세라(알렉시스 블레델)
- 김목용 - 존 서랏(조니 시먼스)
- 전승화 - 루이스 와이크먼(조너선 그로프)

## 같이 보기
- 링컨 대통령 암살 사건